# Далікув
Далікув (пол. Dalików, нім. Dallikau) — село в Польщі, у гміні Далікув Поддембицького повіту Лодзинського воєводства.
Населення — 419 осіб (2011).
У 1975-1998 роках село належало до Серадзького воєводства.

## Демографія
Демографічна структура станом на 31 березня 2011 року:
|          | Загалом | Допрацездатний вік | Працездатний вік | Постпрацездатний вік |
| -------- | ------- | ------------------ | ---------------- | -------------------- |
| Чоловіки | 202     | 35                 | 140              | 27                   |
| Жінки    | 217     | 40                 | 123              | 54                   |
| Разом    | 419     | 75                 | 263              | 81                   |